# Xepo W.S.
Xepo W.S.   (Dénia, 1980) és un fotògraf valencià.
Es va sentir atret per la fotografia en repassant els àlbums familiars: les diapositives de paisatges de son pare consten com a influència junt amb l'obra de Robert Capa, Henri Cartier-Bresson, William Klein o Ferdinando Scianna.
La seua primera màquina de retratar va ser una Yashica Minister D.
Als vint anys es va traslladar a Barcelona a estudiar fotografia, on va començar a retratar els moviments antiglobalització contra el G8, als quals va seguir a Copenhague, Stirling i Davos: a Escòcia, el 2005 va ser identificat per la policia durant una manifestació per alteració de l'orde, una acusació de la qual va ser jutjat l'any següent.
Més tard començà a treballar com a professional en rellotges Omega, empresa per a la qual cobrí la Copa de l'Amèrica a València, els Jocs Olímpics d'Estiu de 2008, els Jocs Olímpics d'Hivern de 2010 o sessions publicitàries amb Michael Schumacher, Cindy Crawford, Buzz Aldrin, Michael Phelps o Sergio García Fernández.
Lligat al moviment de la música en valencià,
Xepo va iniciar el projecte Músics Sense Fotògraf, amb el qual retratava concerts d'artistes valencianòfons i acompanyà Obrint Pas de gira pel Japó, orxata sound system durant la gravació del tercer disc a Islàndia i, sobretot, Pau Alabajos en nombrosos projectes: durant la seua residència com a artiste en Swatch Art Peace Hotel a Xangai, Xepo el convidà per a fer-li les fotos i vídeos promocionals del disc Una amable, una trista, una petita pàtria.
El 2015 va rebre un dels XXII Premis de la Tardor del col·lectiu denier de la coalició Compromís.
El 2022 va fer de jurat del VII Concurs de Fotografia Vila de Pedreguer.
Com a fotoperiodiste, ha col·laborat amb La Directa.

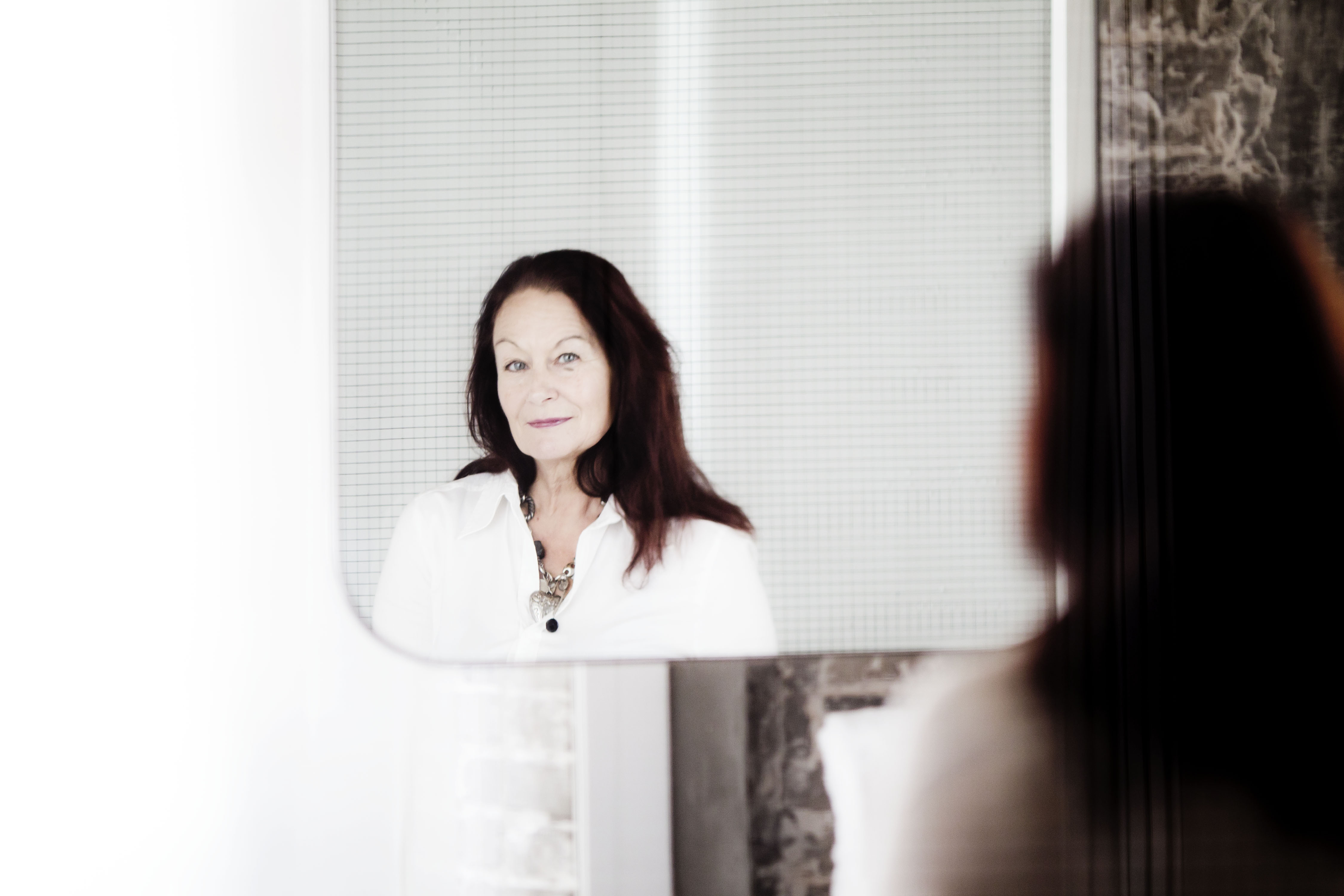
Fotografia de la cineasta